# Sphyrospermum campanulatum
Sphyrospermum campanulatum är en ljungväxtart som beskrevs av J.L. Luteyn. Sphyrospermum campanulatum ingår i släktet Sphyrospermum och familjen ljungväxter. Inga underarter finns listade i Catalogue of Life.